# Hatsuharu (1933)
Pour les autres navires du même nom, voir Hatsuharu.
Le Hatsuharu (初春) était un destroyer de classe Hatsuharu en service dans la Marine impériale japonaise pendant la Seconde Guerre mondiale.

## Historique
Au moment de l'attaque de Pearl Harbor, le Hatsuharu est affecté à la 21e division du 1re escadron de destroyers (1re flotte), en compagnie de ses sisters-ship Nenohi, Wakaba et Hatsushimo. À partir de la fin de janvier 1942, il est déployé avec la force d'invasion des Indes orientales néerlandaises, couvrant des opérations de débarquements à Kendari (Sulawesi) dans le cadre de l'«opération H» le 24 janvier. Le lendemain, il est endommagé dans une collision avec le croiseur Nagara, forçant à rentrer à Davao pour des réparations d'urgence.
En mai 1942, le Hatsuharu est réaffecté aux opérations nordiques et déployé du district de garde d'Ōminato avec l'Abukuma dans le cadre de l'opération AL, appuyant la force nordique de l'amiral Boshiro Hosogaya pendant la campagne des Aléoutiennes, patrouillant à Attu, Kiska et Amchitka en juillet. Après un court passage à l'arsenal naval de Yokosuka, il effectue des opérations de ravitaillements entre Paramushiro, Shumshu et Kiska. Le 17 octobre, il est attaqué par des bombardiers Martin B-26 Marauder de l'USAAF au large de Kiska. Une bombe tua quatre membres d'équipage et en blessa 14 autres. Il secourra 17 survivants du destroyer Oboro avant d'atteindre Paramushiro le 25 octobre.
Au début de 1944, l'Hatsuharu est réaffecté directement au quartier général de la flotte combinée tout en continuant ses missions d'escorte entre Yokosuka et Truk. Il retourne dans les eaux septentrionales de la fin février à la fin juin, après une maintenance Ōminato fin mai et à Yokosuka en juin. En juillet, il transporte des troupes pour Iwo Jima en vue d'un futur débarquement américain. D'août à octobre, il escorte des convois de troupes de Kure à Taiwan puis à Luzon.
Le 24 octobre 1944, lors de la bataille du golfe de Leyte, le destroyer secourt 78 rescapés du Wakaba, coulé par des avions de l'USS Franklin au large de la côte ouest de Panay.
En novembre, il est déployé à partir de Manille pour escorter des convois de troupes vers Ormoc, où la bataille fait rage. Dans la nuit du 13 novembre, après son retour à Manille, le navire est attaqué et coulé lors d'un raid aérien dans la baie de Manille, à la position 14° 35′ N, 120° 50′ E. L'attaque tue 12 membres d'équipage et en blesse 60 autres, 218 ont survécu.
Il est rayé des listes de la marine le 10 janvier 1945.